# Jonathan Moya
Jonathan Alonso Moya Aguilar (ur. 6 stycznia 1992 w San José) – kostarykański piłkarz występujący na pozycji napastnika.

## Kariera piłkarska

### Kariera klubowa
Wychowanek Deportivo Saprissa. Karierę piłkarską rozpoczął 2010 w młodzieżowej drużynie Saprissa Corazón, z której został wypożyczony do Santos de Guápiles i Uruguay de Coronado. W 2014 debiutował w głównej drużynie Deportivo Saprissa. Latem 2015 został wypożyczony do SD Huesca. 31 sierpnia 2016 znów został wypożyczony, tym razem na pół roku do ukraińskiego klubu Zirka Kropywnycki.

### Kariera reprezentacyjna
Występował w narodowej reprezentacji Kostaryki.